# چشم‌ها (فیلم ۲۰۰۲)
چشم‌ها (به هندی: Aankhen) فیلمی محصول سال ۲۰۰۲ و به کارگردانی ویپول آمروتلال شاه است. در این فیلم بازیگرانی همچون آمیتاب باچان، آکشی کومار، سوشمیتا سن، آرجون رامپال، آدیتای پانچولی، بیپاشا باسو، کاشمیرا شاه، شریاس تالپاده ایفای نقش کرده‌اند.

## داستان
یک بانکدار به نام ویجی سینگ(آمیتاب باچان) قصد دارد تا یک سرقت بزرگ از بانک انجام دهد او تصمیم می‌گیرد برای این کار از چند نابینا استفاده کند و…